# Vincent (Oper)
Vincent ist eine Oper in zwei Akten von Bernard Rands (Musik) mit einem Libretto von J. D. McClatchy. Sie handelt vom Leben des Malers Vincent van Gogh. Die Uraufführung fand am 8. April 2011 im Indiana University Opera Theater in Bloomington statt.

## Handlung

### Erster Akt
Szene 1: Arles, 1889

Sternennacht

Auf der leeren Bühne sitzt ein Mann auf einem Stuhl. Es ist Vincent von Gogh, der einen Brief an seinen Bruder Theo in Paris schreibt, in dem er sein Leben rekapituliert – beginnend mit den Worten: „Wenn ich das Bedürfnis nach Religion habe, gehe ich nach draußen und male die Sterne“.
Szene 1a: Das Haus der Familie Van Gogh in den Niederlanden, 1870
Vincents Vater Theodorus geht davon aus, dass Vincent die Familientradition aufrechterhält und wie er selbst und sein eigener Vater die Laufbahn eines protestantischen Pastors einschlagen wird. Theo zeigt ihm einige Zeichnungen seines Bruders und überredet ihn, Vincent zu seinem Onkel Cent, einem Kunsthändler, nach Paris ziehen zu lassen, um seine Kunststudien fortzusetzen.
Szene 2: Paris, 1875
In der Galerie der Kunsthandlung seines Onkels betrachten Besucher die ausgestellten Bilder. Cent hat den 22-jährigen religiös veranlagten Vincent aufgenommen und versucht, ihn in sein Geschäft einzuarbeiten. Vincent soll Verkaufsgespräche führen, stellt jedoch fest, dass sich keiner der Kunden wirklich für Kunst interessiert. Er beschimpft sie: „Sie sprechen über Möbel, und ich spreche über Gott!“ Eine Dame beschwert sich beim Onkel, der Vincent darauf zur Rede stellt. Beide stellen fest, dass eine Karriere als Kunsthändler nicht das Richtige für Vincent ist. Cent erkennt zwar Vincents Talent, meint aber: „Gott braucht dich nicht! Niemand braucht dich, Vincent!“
Orchesterzwischenspiel
Szene 3: Belgien, 1878
Bei einem Bergwerksunfall wurden mehrere Bergleute verschüttet. Deren Familien und andere Bergleute haben sich besorgt am Ort versammelt, während die Rettungsarbeiten laufen. Vincent versucht, die Anwesenden moralisch zu unterstützen. Er stimmt mit ihnen ein religiöses Lied an und beginnt eine Predigt zu halten. Dabei gerät er jedoch ins Stottern und bricht zusammen. Die Anwesenden verlieren das Interesse und wenden sich wieder den Rettungsmaßnahmen zu.
Szene 4: Belgien, eine Missionskirche in der Borinage, 1878
Vor der Kirche ruft Theo nach seinem Bruder. Er tritt ein und setzt sich auf die vordere Bank, wo er einige von Vincents Zeichnungen durchsieht. Vincent, der auf einer der hinteren Bänke geschlafen hatte, kommt hinzu. Theo lobt ihn für die großen Fortschritte, die in den Zeichnungen sichtbar sind. Er fragt ihn, warum er seine Zeit in der Kirche verschwende, wenn er soviel Talent habe. Vincent hat jedoch kein Interesse an einer künstlerischen Karriere, sondern will das Wort Gottes verbreiten. Er meint, Kunst sei nur ein Weg, Gottes Schöpfung zu studieren. Theo teilt ihm mit, das ihre Eltern von der Evangelikalen-Gemeinde eingeladen worden seien, um ihn predigen zu hören. Schon erscheinen Theodorus and Anna von Gogh und grüßen ihren Sohn. Sie haben allerdings von seinem Misserfolg bei den Bergleuten gehört, und Theodorus glaubt nicht mehr daran, dass Vincent ein guter Paster sein könne. Er selbst habe im Gegensatz zu seinem Sohn Sprachen, Theologie und Geschichte studiert. Dennoch will Vincent seinen Fußstapfen folgen. Er geht zum Pult und beginnt seine Predigt. Schon nach kurzer Zeit wird er von Gefühlen überwältigt, bricht in Tränen aus und muss die Rede abbrechen. Sein Vater wiederholt die Worte des Onkels: „Gott braucht dich nicht! Niemand braucht dich, Vincent!“
Szene 5: Den Haag, 1882

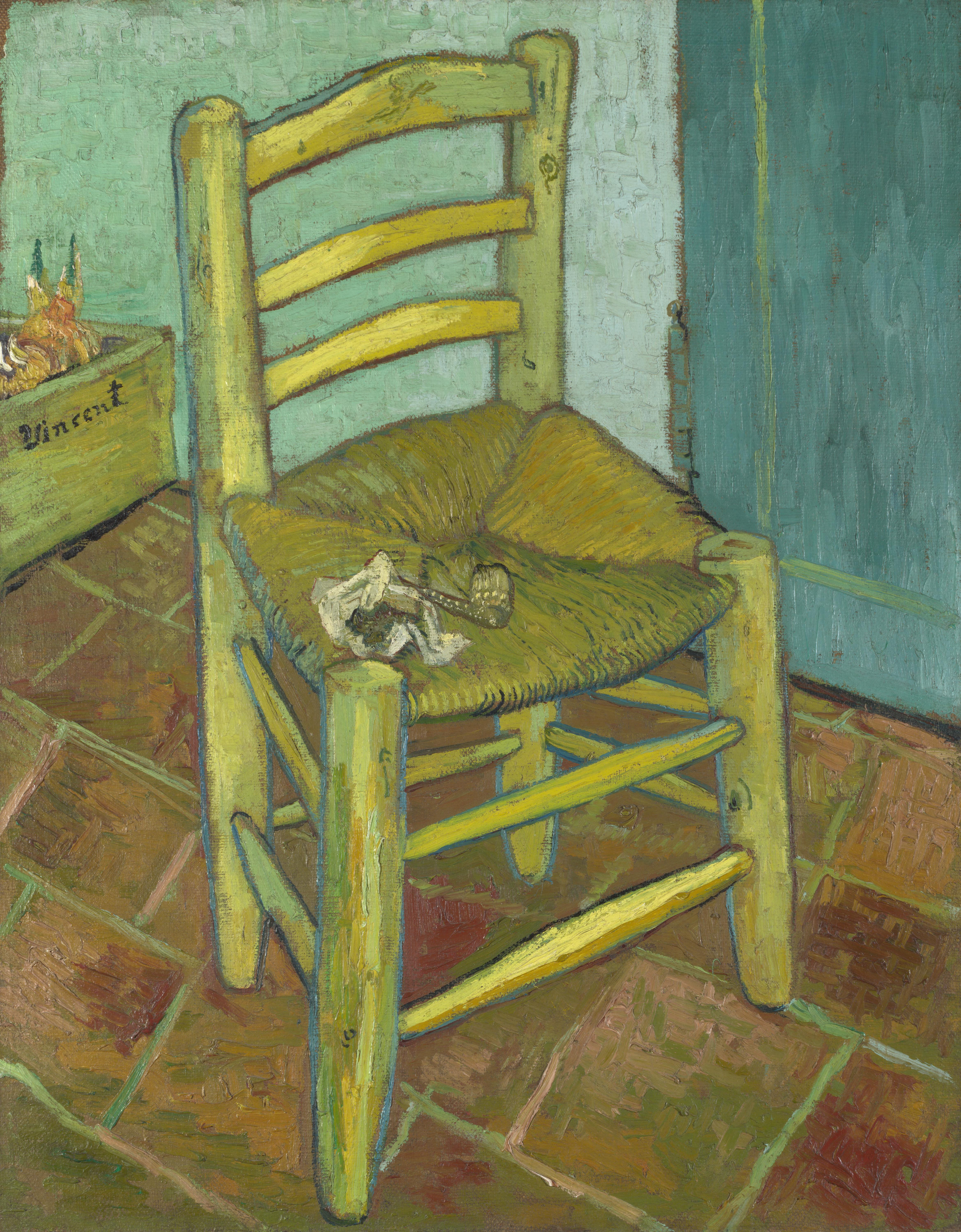
Stuhl

Vincent hat sich nun doch der Malerei zugewendet. Er lebt in einem armseligen Raum, der ihm gleichzeitig als Studio dient. Überall liegen seine Gemälde herum. Er arbeitet intensiv an den Skizzen eines Stuhles, als es an der Tür klopft und sein Bruder Theo eintritt. Zuerst ungehalten über die Störung, ist er doch erfreut, ihn wiederzusehen. Theo erzählt ihm von seiner Verlobung mit Johanna. Außerdem hat er ein Paket mit Malutensilien mitgebracht, die Vincent sehr willkommen sind. Erneut geht die Tür auf, und Vincents schwangere Freundin „Sien“, die Prostituierte Clasina Hoornik, tritt mit ihrem Kind ein. Obwohl keines der Kinder von ihm ist, besteht Vincent darauf, Sien heiraten zu wollen. Theo verlässt entsetzt und wütend den Raum. Vincent fängt an, Sien zu zeichnen, doch sie ist schnell gelangweilt. Sie empfindet keine Liebe für Vincent. Theo kommt zurück und entschuldigt sich für sein Verhalten. Im Café hat er von Siens Tätigkeit erfahren. Wenn Vincent sie tatsächlich zur Frau nehmen sollte, würde das seine eigene Heirat mit Johanna unmöglich machen. Sien erklärt, dass sie nicht zum Streitpunkt der beiden Brüder werden wolle. Nacheinander verlassen Theo und Sien das Zimmer. Sien erklärt abschließend: „Ich brauche dich nicht. Niemand braucht dich, Vincent.“ Vincent bleibt allein zurück und betrachtet einige der Bilder Siens.
Szene 6: Neunen, 1885

Die Kartoffelesser

Im leeren Raum sitzt Vincent leidenschaftlich an seinem Gemälde Die Kartoffelesser. Er ist besessen von der Idee, den Plan Gottes zu verfolgen und mit den Farben Gottes zu malen. 
Orchesterzwischenspiel
Szene 7: Paris, 1887
Im Café Le Tambourin am Montmartre bedient die Chefin Agostina Segatori die Gäste. Es ist ein beliebter Künstlertreff. Die Wände hängen voller Gemälde. Agostina ist eine Geliebte Vincents. Die Maler, unter ihnen Paul Gauguin und Henri de Toulouse-Lautrec, sitzen an Tischen auf einer Seite des Raums. Vincent unterhält sich angeregt mit seinem Bruder, während die Gäste fröhlich singen („Je l’aime quand est au loin“). Lautrec stellt den Anwesenden Gauguin vor. Der repräsentiere die Zukunft der Malerei und habe bereits mit Cézanne gearbeitet. Die Gäste verhöhnen ihn nur. Lautrec bittet Agostina, ein Lied vorzutragen. Während sie singt („Life is here, and then it’s gone“), wendet sie sich zunächst Vincent zu und küsst ihn. Doch dann tätschelt sie auch Theos Haar und flirtet schließlich mit Gauguin. Alle betrinken sich. Gauguin erzählt, dass er seine Frau und seine Kinder aus dem Haus geworfen habe. Agostina kümmert sich mal um Vincent, dann wieder um Gauguin. Die beiden Maler stellen fest, dass sie einige Gemeinsamkeiten haben. Sie beschließen, zusammen in den Süden, nach Arles, zu gehen, um dort zu malen.
Orchesterzwischenspiel

### Zweiter Akt

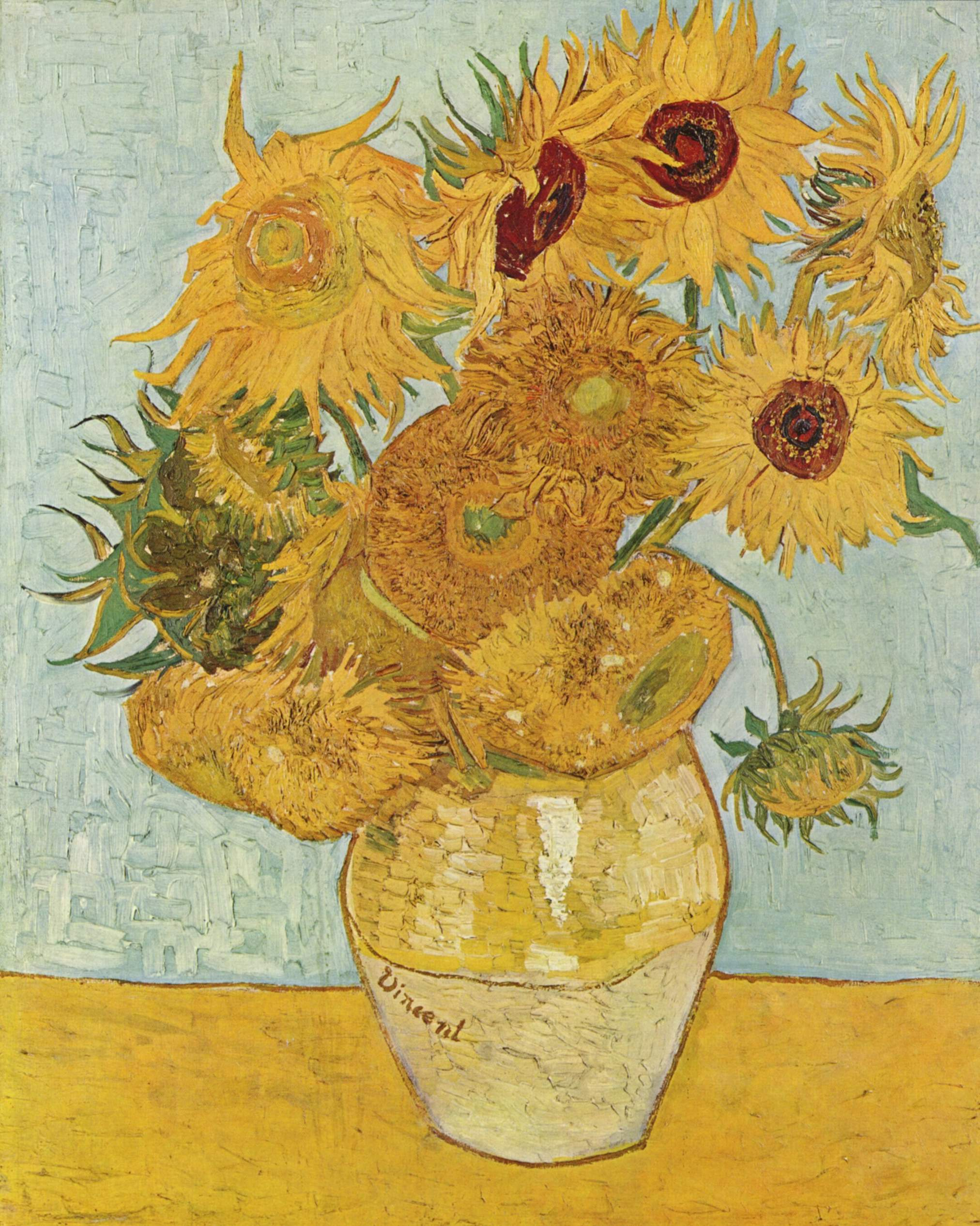
Sonnenblumen

Beim Heben des Vorhangs zeigt die Szene ein leuchtendes Weizenfeld. Im Hintergrund geht die Sonne auf. Vincent überquert mit seiner Staffelei das Feld und fängt an zu malen. Die Sonne verwandelt sich allmählich in eine seiner Sonnenblumen.
Szene 1: Arles, 1888

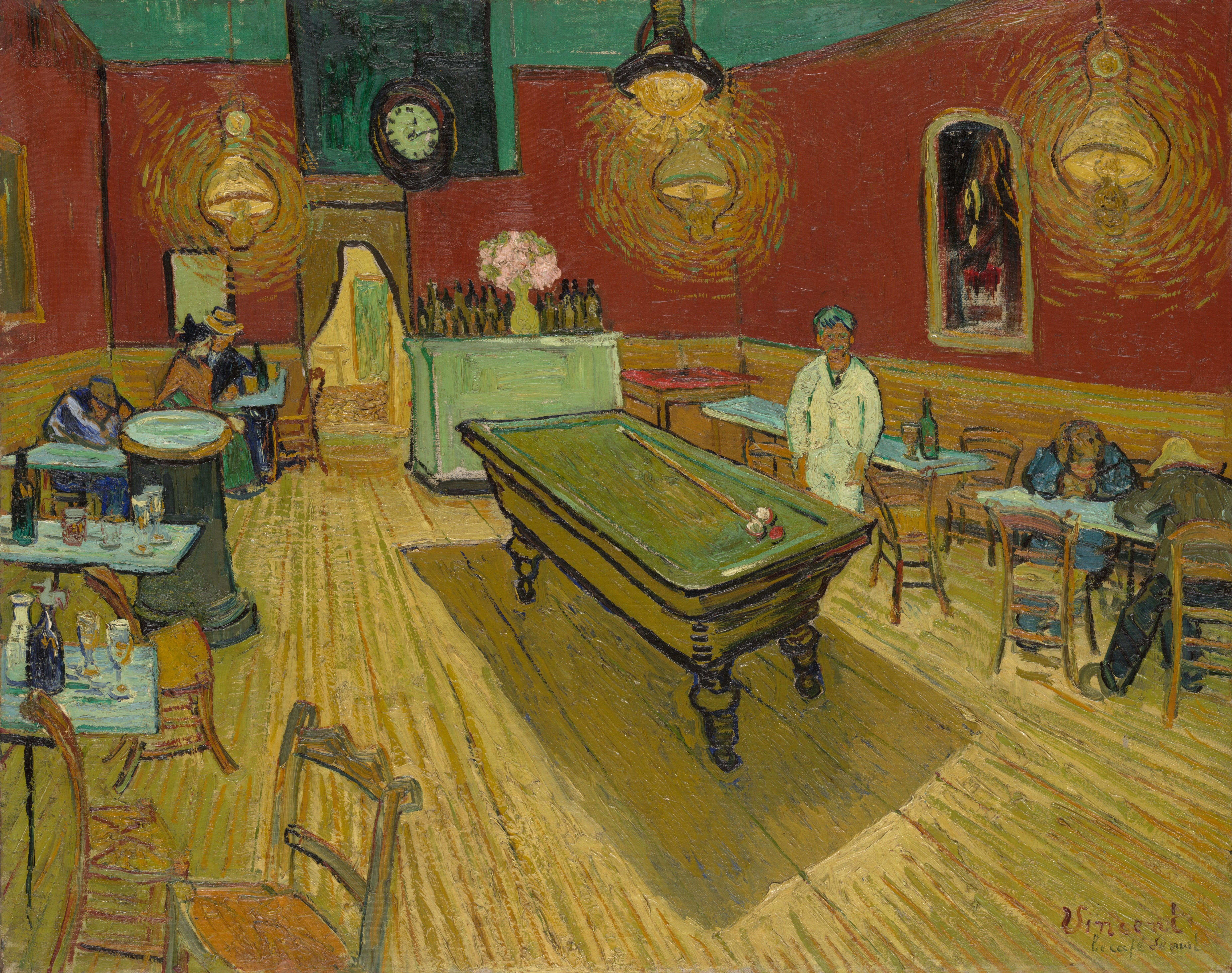
Das Nachtcafé

Vincent wohnt seit einiger Zeit in Arles im „Gelben Haus“. Im Obergeschoss hat jeder ein eigenes Schlafzimmer. Unten gibt es einen gemeinsamen Raum mit einer Kochstelle. Vincent arbeitet oben an den letzten Strichen eines seiner Sonnenblumen-Bilder. Die Wände seines Zimmers sind voller Bilder. In Gauguins Zimmer dagegen hängen ausschließlich Sonnenblumen-Bilder, zu denen Vincent nun das neue hängt. Gauguin betritt mit seinem Koffer und Malwerkzeug das Haus und lässt sich von Vincent sein Zimmer zeigen. Vincent erzählt ihm, wie gut ihm das Landleben tue. Das Künstlerleben in Paris dagegen habe ihn ruiniert. Bald werden sich ihnen andere Künstler anschließen, und sie werden gemeinsam die Kunst der Zukunft entwickeln. Zunächst aber führt er Gauguin zum gut besuchten Dorfcafé.
Szene 2: Arles, 1888, zwei Monate später
Die beiden Maler haben den Abend mit einer Prostituierten verbracht. Gauguin packt seinen Koffer, um abzureisen. Er teilt ihm mit, dass er gekommen sei, um zu malen, und nicht um belehrt zu werden. Es stellt sich heraus, dass sie sehr unterschiedliche Vorstellungen von der Kunst haben. Gauguin erklärt, dass er seinen Bildern eine symbolische Tiefe geben wolle. Vincent dagegen lege nur Wert auf Intensität und ignoriere die Schattierungen: „Das ist nicht Malerei, Vincent. Es ist nur Farbe.“ Keiner der beiden versteht die Ziele des anderen. Auch als Vincent zur Erläuterung ein Bild von der Straße heraussucht, kann er Gauguin nicht überzeugen. Gauguin und die Prostituierte verlassen das Haus. In seiner Verzweiflung ergreift Vincent ein Messer und schneidet sich ein Ohr ab.
Szene 3: Saint-Rémy, 1889 – Hof der Nervenheilanstalt Saint-Paul-de-Mausole
Im Hof der Nervenheilanstalt in Saint-Rémy-de-Provence befinden sich Patienten mit unterschiedlichen Geisteskrankheiten. Theo kommt herein und trifft auf Vincents Arzt Dr. Peyron, der ihm mitteilt, dass es Vincent schon viel besser gehe. Seine Epilepsie sei allerdings unvorhersehbar und könne furchtbare Ausbrüche verursachen. Er habe jedoch wieder angefangen, zu malen, und könne dazu unter Aufsicht auf die Felder gehen. Die Klosterglocken läuten zum Angelus-Gebet. Kurz darauf erscheint auch Vincent, der seinen Bruder erfreut begrüßt. Er gibt zu, dass sein Verstand nicht richtig funktioniere. Theo erzählt ihm, dass er und Johanna ein Kind erwarten und es Vincent nennen wollen, wenn es ein Junge ist. Nachdem Theo gegangen ist, macht sich Vincent wieder an die Malerei. Dabei spricht er zu den Bäumen im Hof, ruft aus „Ich bin das Gemälde“ und zerdrückt die Farbtuben in seinem Mund. Eine Frau ruft nach dem Arzt.
Szene 4: Auvers, 1890 – das Haus von Dr. Gachet

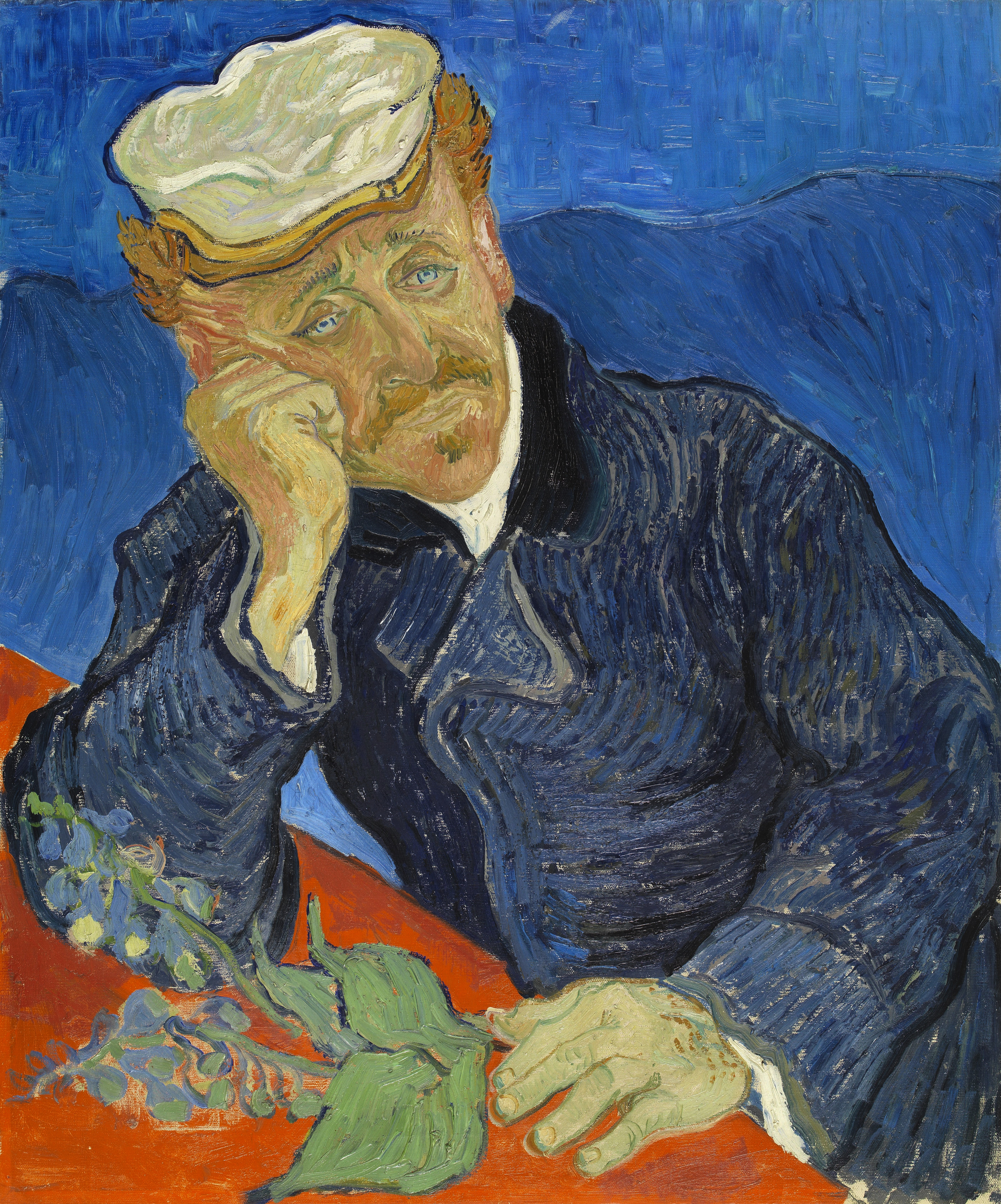
Dr. Paul Gachet

Vincent ist in das Haus des Arztes Paul Gachet gezogen, wo er ein Porträt malt, das inzwischen beinahe vollendet ist. Gachets Tochter Marguerite bringt ihrem Vater Tee und fragt danach, wie lange Vincent noch bleiben wolle. Sie ist der Ansicht, dass er in ein Krankenhaus gehöre. Dr. Gachet glaubt jedoch, dass er ein Zuhause, Gesellschaft und Ruhe zum Malen nötiger habe. Vincent, der das Gespräch zum Teil mit angehört hat, schlägt vor, das Haus zu verlassen. Marguerite bringt auch ihm eine Tasse Tee, wofür Vincent sich freundlich bedankt und auf seine Gefühle für sie hinweist. Marguerite weist ihn entschieden zurück. Er spricht über die Geschichte seiner Bilder, gerät dabei in Aufregung und stößt die Tasse um. Als Marguerite herbeieilt, um aufzuräumen, packt Vincent hastig seine Sachen. Er wiederholt mehrfach: „Ich sollte nicht hier sein.“
Orchesterzwischenspiel
Szene 5: Auvers sur Oise, Frankreich, 1890 – ein Feld

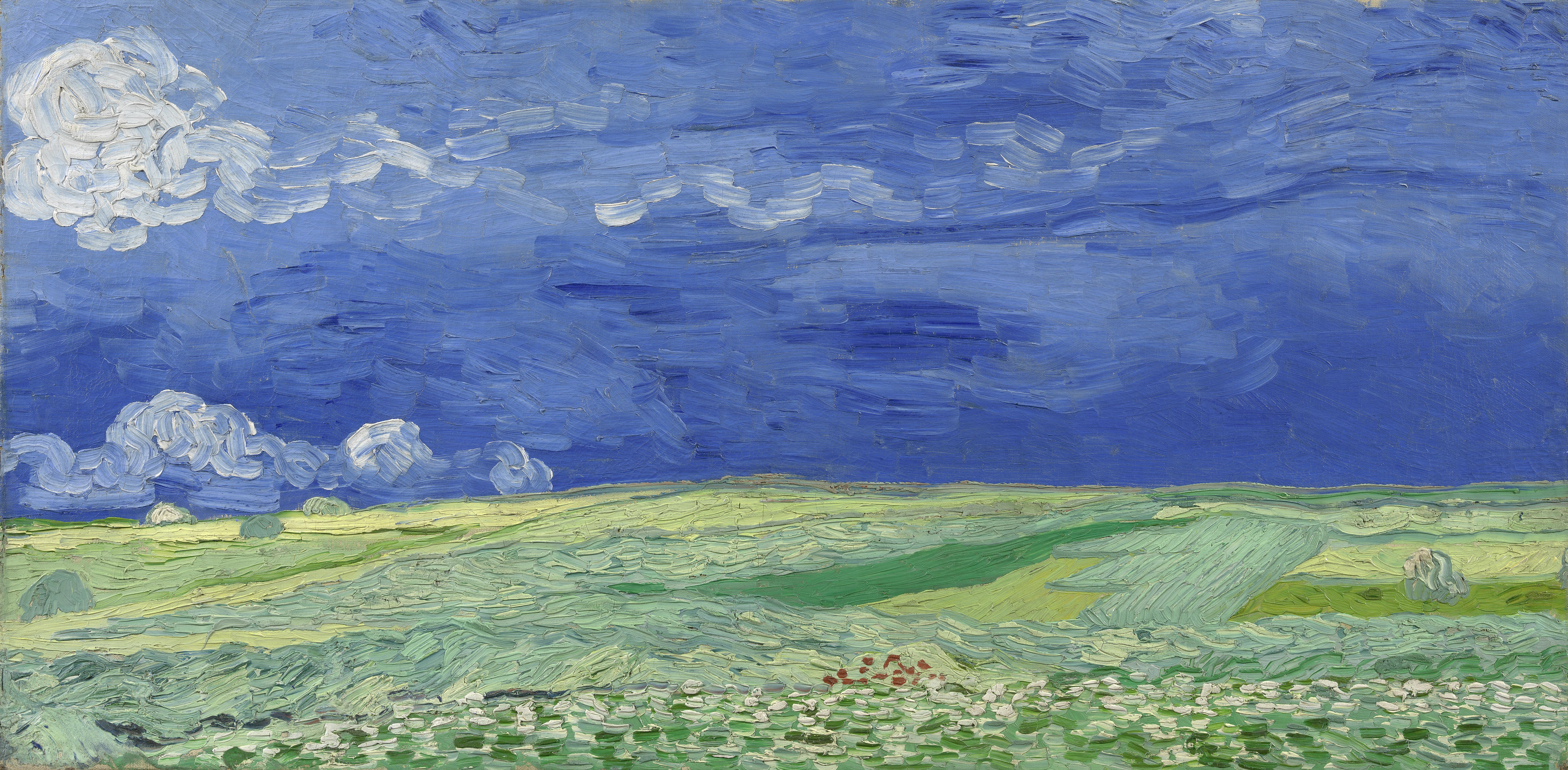
Feld unter Sturmhimmel

Vincent malt erneut das Weizenfeld vom Beginn des zweiten Akts. Diesmal ist keine Sonne zu sehen, sondern nur der blaue Himmel. Dennoch malt er schwarze Wolkenstreifen über den oberen Teil des Bildes. Er weiß, dass jeden Moment ein neuer Anfall kommen könnte. Während er weiter malt, erinnert er sich an seinen Bruder und seine Bekannten, die alle eine Familie haben – auch wenn Gauguin die seinige verstoßen hat. Er beschließt, niemandem mehr zur Last zu fallen, nimmt eine Pistole heraus und schießt sich in die Brust.
Szene 6: Auvers sur Oise, zwei Tage später – ein Raum
Wie zu Beginn des ersten Akts sitzt ein Mann in einem Stuhl. Diesmal ist es nicht Vincent, sondern sein Bruder Theo. Dr. Gachet und seine Tochter Marguerite kommen herein, machen eine mitleidvolle Geste und verlassen die Szene wieder. Er jetzt erkennt man das Bett, in dem der sterbende Vincent liegt. Er fleht Theo an, ihn nicht zu verlassen. Theo setzt sich zu ihm. Vincent spricht von dessen Sohn, dem neuen Vincent, der nicht krank sei. Dann erklärt er ihm die Bedeutung seiner Sonnenblumen: Auf diese Weise habe er Dankbarkeit gemalt. Er stirbt an der Seite seines Bruders.

## Gestaltung
Die Oper besteht aus einer Reihe von Bildern, die wichtige Stationen im Leben Van Goghs darstellen. Im ersten Akt geht es um seine Entscheidung, die Maler-Laufbahn einzuschlagen, im zweiten um seine fortschreitende geistige Zerrüttung und seinen Tod. Ein wiederkehrendes Thema ist Vincents stets enttäuschtes Verlangen danach, gebraucht zu werden. Die leidenschaftliche Darstellung der jeweiligen Personen in seinen Bildern steht in starkem Gegensatz zu seinen tatsächlichen Beziehungen mit diesen. Dieses Scheitern manifestiert sich in dem refrainartig wiederholten Satz „Niemand braucht dich, Vincent.“ Die einzige Person, die sein ganzes Leben hindurch an seiner Seite steht, ist sein Bruder Theo.

### Instrumentation
Die Orchesterbesetzung der Oper enthält die folgenden Instrumente:
- Holzbläser: drei Flöten (3. auch Altflöte und Piccolo), zwei Oboen, drei Klarinetten (3. auch Bassklarinette), zwei Fagotte
- Blechbläser: vier Hörner, drei Trompeten, zwei Tenorposaunen, Bassposaune, Tuba
- Harfe
- Celesta
- Akkordeon (in Szene 7 des ersten Akts)
- Klavier
- Pauken, Schlagzeug (zwei Spieler)
- Streicher

### Musik
In seiner Komposition verzichtet Rands auf die üblichen Opernformen von Rezitativ und Arie. Er setzt Chöre oder Ensembles ein, wenn es darum geht, Vincent von seinem Umfeld abzusetzen. Dieser selbst ist in die Ensembles musikalisch nicht einbezogen.
Die Musiksprache ist vorwiegend post-tonal. Auf tonale Elemente greift Rands gelegentlich zurück, um einen starken dramatischen Gegensatz darzustellen. Beispielsweise gibt es Anklänge an den protestantischen Choral bei den Äußerungen von Vincents Vater. Das Lied Agostinas erinnert an Chansons aus einem Pariser Kabarett. Das Angelus-Gebet in der Nervenheilanstalt wird von den Insassen nach Art eines Gregorianischen Chorals gesungen.
In den Vokalpartien geht Rands häufig über reinen Gesang hinaus. Er greift bei Bedarf auf Elemente wie Stottern, Husten, Stammeln, Flüstern oder gesprochenen Text zurück, die in der Partitur genauestens notiert sind. In der Harmonik verwendet er gelegentlich symbolhafte Methoden. Vincents Verweise auf Gott beispielsweise werden häufig von einem weiträumigen Akkord begleitet, der alle zwölf Töne der chromatischen Tonleiter enthält.

## Werkgeschichte
Die Oper ist ein Auftragswerk des Board of Trustees der Indiana University aus Anlass des 100. Bestehens der dortigen Musik-Fakultät, der Jacobs School of Music. Das Libretto stammt vom amerikanischen Schriftsteller J. D. McClatchy, der sich auf Briefe Vincent van Goghs berief.
Die Uraufführung am 8. April 2011 im Indiana University Opera Theater in Bloomington dirigierte Arthur Fagen. Die Inszenierung stammte von Vincent Liotta, das Bühnenbild von Barry Steele, die Kostüme von Linda Pisano und die Choreographie von Michael Vernon. Für die Solorollen gab es zwei Besetzungen. Jede der beiden Kombinationen wirkte in zwei der insgesamt vier Aufführungen mit. Es sangen David Adam Moore/Christopher Burchett (Vincent van Gogh), Jacob Williams/Will Perkins (Theo van Gogh), Luke Williams/Jason Eck (Theodorus van Gogh), Elizabeth Toy/Kelly Kruse (Sien), Peter Thoresen/Steven Linville (Henri de Toulouse-Lautrec), Krista Costin/Laura Boone (Agostina Segatori), Hirotaka Kato/Adam Walton (Paul Gauguin), Corey Bonar/Andrew Morstein (Dr. Peyron), James Arnold/Christopher Grundy (Dr. Paul Gachet) und Paloma Friedhoff/Jami Leonard (Marguerite Gachet). Video-Mitschnitte der Aufführungen beider Besetzungen wurden im Internet bereitgestellt.
Die Uraufführung erhielt gute Kritiken. Es wurde jedoch angemerkt, dass die visuellen Elemente (Projektionen und aus Van Goghs Werken abgeleitete Bestandteile des Bühnenbilds) interessanter und unterhaltsamer gewesen seien als die Musik. Am besten aufgenommen wurden die vier Orchesterzwischenspiele mit ihren „irregulären Rhythmen und Zeitmaßen und weiträumigen chromatischen Akkorden“ und die Verarbeitung der protestantischen Choräle oder französischen Kaffeehaus-Lieder.
Im Januar 2015 wurde die Oper bei Opera America vorgestellt. Dabei leitete Julian Wachner das Novus Orchestra.

## Aufnahmen
- 9./15. April 2011 – Arthur Fagen (Dirigent), Vincent Liotta (Inszenierung), Barry Steele (Bühne), Linda Pisano (Kostüme), Michael Vernon (Choreographie), Indiana University Philharmonic Orchestra and Opera Chorus.
 Christopher Burchett (Vincent van Gogh), Will Perkins (Theo van Gogh), Jason Eck (Theodorus van Gogh), Kelly Kruse (Sien), Steven Linville (Henri de Toulouse-Lautrec), Laura Conyers (Agostina Segatori), Adam Walton (Paul Gauguin), Andrew Morstein (Dr. Peyron), Christopher Grundy (Dr. Paul Gachet) und Jami Leonard (Marguerite Gachet).
 Live aus dem Indiana University Opera Theater in Bloomington; zweite Besetzung der Uraufführungsproduktion.
 Naxos 8.669037-38 (2 CD).[7]